# Chilochromis duponti
Chilochromis duponti är en fiskart som beskrevs av George Albert Boulenger 1902. Chilochromis duponti ingår i släktet Chilochromis och familjen Cichlidae. IUCN kategoriserar arten globalt som livskraftig. Inga underarter finns listade i Catalogue of Life.